# Pijnstoornis
Een somatoforme pijnstoornis is een psychische aandoening waarbij de patiënt acuut of chronisch lichamelijk pijn lijdt. Bij onderzoek is echter geen lichamelijke oorzaak te vinden is en ook geen bewijs dat de pijn met opzet wordt nagebootst. De aandoening wordt ook wel psychogene pijn genoemd. In het DSM-IV was de aandoening ingedeeld bij de somatoforme stoornissen.

## Criteria
De criteria van de DSM-IV pijnstoornis zijn als volgt:
1. Pijn in een of meer anatomische lokalisaties vormt de belangrijkste presentatie en is van voldoende ernst om medische zorg te rechtvaardigen.
2. De pijn veroorzaakt in significante mate lijden of beperkingen in het sociaal of beroepsmatig functioneren of het functioneren op andere belangrijke terreinen.
3. Psychische factoren worden verondersteld een belangrijke rol te spelen bij het begin, de ernst, de verergering of het voortduren van de pijn.
4. De pijn wordt niet met opzet veroorzaakt of voorgewend (zoals bij de nagebootste stoornis of simulatie).
5. De pijn is niet eerder toe te schrijven aan een stemmingsstoornis, angststoornis of psychotische stoornis en voldoet niet aan de criteria voor een dyspareunie.

## Kritiek en aanpassingen
Mede door de overlap tussen deze diagnose en andere somatoforme stoornissen is deze diagnose in DSM-5 opgegaan in de nieuwe diagnose somatisch-symptoomstoornis. Deze diagnose wordt gesteld op basis van de aanwezigheid van lichamelijke klachten, samen met niet-behulpzame gedachten, gevoelens, en gedragingen gerelateerd aan die klachten.